# Trung tâm huấn luyện Cobham
Trung tâm huấn luyện Cobham là sân tập của Chelsea Football Club nằm ở xã Stoke d'Abernon gần xã Cobham, Surrey. Đội một Chelsea tập luyện ở Stoke D'Abernon từ 2005, nhưng tới năm 2007 nơi đây mới chính thức mở cửa.

## Lịch sử
Khi Roman Abramovich mua lại Chelsea FC tháng 7 năm 2003, các cơ sở đào tạo của câu lạc bộ đã được đặt ra là vấn đề quan trọng để đầu tư mới. Chelsea sử dụng sân tập Harlington từ những năm 1970, nhưng nó thuộc quyền sở hữu của Imperial College, và nó cũng được xem như là lỗi thời nếu so với các câu lạc bộ khác Manchester United (Trung tâm huấn luyện Trafford) và Arsenal (Trung tâm huấn luyện Arsenal). Khi đó huấn luyện viên Chelsea Jose Mourinho cho rằng việc chuyển đến một sân tập mới và hiện đại là "bước tiến đáng kể" trong tham vọng của câu lạc bộ. Kế hoạch cấp phép cho một khu phức hợp mới ở Cobham được thông qua bởi Hội đồng Elmbridge Borough năm 2004. Chelsea bắt đầu tập luyện tại Cobham in 2005, trong khi quá trình xây dựng vẫn tiếp diễn, cơ sở này chính thức mở cửa vào tháng 7 năm 2007. Năm 2008, giai đoạn cuối cùng của khu phức hợp, một Học viện và Sảnh đường cộng đồng dành cho các đội trẻ của Chelsea và bộ phận Bóng đá trong cộng đồng, được mở.

## Cơ sở vật chất
Với chi phí 20 triệu bảng, trung tâm nằm trên một khu đất rộng 140 hecta, như một khuôn viên trường, nơi đây diễn ra tất cả các hoạt động bóng đá của câu lạc bộ, từ đội một tới học viện, đội dự bị và đội nữ. Nổi bật với "phương pháp tập luyện, phục hồi chức năng, y tế, sân bãi và công nghệ truyền thông mới nhất" bao gồm tất cả 30 sân bóng (ba sân có hệ thống sưởi ấm dưới lòng đất và sáu sân đạt chuẩn Premier League), một sân nhân tạo trong nhà, một trung tâm truyền thông, một trung tâm y tế, phòng tập thể hình, bể ngâm lạnh, tắm hơi, phòng xông hơi và hồ bơi thủy liệu HydroWorx 56 ft.
Như một điều kiện để nhận được giấy phép xây dựng, không một tòa nhà nào trong khu phức hợp được phép cao hơn so với những ngôi nhà khác ở khu vực xung quanh. Vì thế, gần một phần ba cơ sở vật chất nằm ngầm dưới lòng đất; một con hào được sử dụng để tận dụng ánh sáng vào tầng hầm nhằm tiết kiệm năng lượng. Tòa nhà chính còn có một mái che thực vật giúp nó hòa hợp với môi trường xung quanh và cải thiệt chất lượng không khí. Nước từ các khu vực xung quanh được thu thập trong một hồ chứa để sử dụng cho hệ thống thủy lợi trên sân.

## Sử dụng khác
Cobham tổ chức Surrey Positive Mental Awareness League, một giải bóng đá dành cho những người có vấn đề về sức khỏe tâm thần. Nơi đây cũng tổ chức Cobham Cup, một giải đấu dành cho các đội U-16 từ khắp nơi trên thế giới, bao gồm cả River Plate và Bayern Munich. Năm 2007, đội tuyển Olympic Trung Quốc tập luyện ở Cobham hai tuần để chuẩn bị cho Thế vận hội Mùa hè 2008. Old Malvernians chọn Cobham làm sân nhà. Cơ sở tập luyện cũng được sử dụng bởi Cobham Rugby Football Club.